# Лок (Грчка)
Лок или Л’к (Микролимни) је насеље у Грчкој у општини Преспа, периферија Западна Македонија. Према попису из 2021. године било је 40 становника.

## Географија
Лок је удаљен око 35 km југозападно од града Лерин (Флорина), који се налази близу Малог Преспанског језера.
Локална црква "Света Параскева" је изграђена у 18. веку.

## Становништво
Македонски историчар Тодор Симовски, 1998. године наводи да је Лок словенско насеље.
Преглед становништва:
| Година       | 2001 |
| ------------ | ---- |
| Становништво | 71   |